# Your Betrayal
«Your Betrayal» (en español: «Su Traición») es una canción de la banda galesa de heavy metal Bullet For My Valentine y fue lanzado como primer sencillo y principal en EE. UU. de su tercer álbum Fever. La canción se estrenaría el 8 de marzo de 2010 en la radio, y de repente, fue lanzada como un single digital en iTunes junto con la canción Begging For Mercy el 2 de marzo de 2010. Antes de que, "Begging For Mercy" fuera ofrecido para su descarga gratuita el 14 de febrero de 2010 en el sitio web oficial de la banda por un tiempo limitado.
La canción aparece en la banda sonora de NHL 11. La canción también fue utilizada en el spot de televisión para la película de Salt de Angelina Jolie.

## Video
El video musical de la canción se estrenó el 12 de abril de 2010; fue dirigido por PR Brown.
En el vídeo aparece la banda tocando, mientras que el fuego esta de fondo. Escenas detrás de las llamas muestran dos niñas, las gemelas idénticas actrices/modelos Ginamarie Russo y Annamarie Russo, cométiendo cada uno de los siete pecados capitales. Las gemelas se pueden ver cometiendo cada uno de los pecados capitales, y la realización de lado a lado por el pecado mortal "Soberbia". El vídeo termina con la pantalla completamente envuelta en llamas.

## Posiciones
| Listas (2010)                                 | Posición |
| --------------------------------------------- | -------- |
| German Singles Chart                          | 24       |
| UK Singles Chart                              | 197      |
| UK Rock Chart                                 | 10       |
| U.S. Billboard Bubbling Under Hot 100 Singles | 25       |
| U.S. Billboard Hot Mainstream Rock Tracks     | 5        |
| U.S. Billboard Alternative Songs              | 25       |
| U.S. Billboard Rock Songs                     | 18       |

## Lista de canciones

### Digital 45
1. Your Betrayal - 4:51
2. Begging for Mercy - 3:55

## Personal

### Bullet For My Valentine
- Matt Tuck - Voz, guitarra rítmica
- Jason James - Bajo, coros
- Michael Paget - Guitarra
- Michael Thomas - Batería

### Producción
- Don Gilmore - Productor
- Chris Lord-Alge - Mezclador
- P.R. Brown - Director del Video